# 藤原昭子
藤原 昭子（ふじわら の あきこ/しょうし、生没年不詳）は平安時代中期から後期にかけての女性。右大臣・藤原頼宗の三女。母は藤原伊周の娘。後三条天皇の女御。承香殿女御または堀河女御と称された。
治暦2年（1066年）7月に東宮・尊仁親王（後の後三条天皇）に入内する。治暦4年（1068年）後三条天皇が即位し、10月大嘗会の女御代を務める。翌延久元年（1069年）4月、女御宣下を受ける。皇子女はなかった。延久3年（1071年）8月新造内裏に移って、承香殿を局とした。延久5年（1073年）に天皇が崩御すると、出家して堀河院に移った。
『栄花物語』によると、父・頼宗は当初、後冷泉天皇の後宮に入れようとしていたが、頼通の娘・寛子の入内により断念し、のちに東宮（後三条天皇）への入内となった。なお、入内前の康平8年（1065年）父・頼宗が薨去している。